# مکس پرلیچ
مکس پرلیچ (انگلیسی: Max Perlich؛ زادهٔ ۲۸ مارس ۱۹۶۸) بازیگر سینما و تلویزیون اهل ایالات متحده آمریکا است. وی از سال ۱۹۸۶ میلادی تاکنون مشغول فعالیت بوده‌است.
از فیلم‌هایی که وی در آن نقش داشته است، می‌توان به ولگرد دراگ‌استورها، شجاع، روز تعطیل فریس بولر، جوایز داروین، کوکائین، ماوریک، دختران زیبا، پایان نفس‌گیر، جورجیا، راش، حقیقت یا عواقب، ان.ام.، احساس مینه‌سوتا، به سوی خانه ۲، لرزش، تق تق و راک!، زن قصاب، شیطان وحشی، روزی که مردم زود بیدار شدم، لباس ساده، مکعب درخشان و ایندیپندنت اشاره کرد.